# 栎叶槲蕨
栎叶槲蕨（学名：Drynaria quercifolia）为槲蕨科槲蕨属下的一个种。